# Midway (Geòrgia)
Midway és una població dels Estats Units a l'estat de Geòrgia. Segons el cens del 2000 tenia 1.100 habitants.

## Demografia
Segons el cens del 2000, Midway tenia 1.100 habitants, 331 habitatges, i 241 famílies. La densitat de població era de 76,4 habitants/km².
Dels 331 habitatges en un 38,4% hi vivien nens de menys de 18 anys, en un 51,1% hi vivien parelles casades, en un 16,3% dones solteres, i en un 26,9% no eren unitats familiars. En el 20,8% dels habitatges hi vivien persones soles el 6,3% de les quals corresponia a persones de 65 anys o més que vivien soles. El nombre mitjà de persones vivint en cada habitatge era de 2,81 i el nombre mitjà de persones que vivien en cada família era de 3,21.
Per edats la població es repartia de la següent manera: un 25,7% tenia menys de 18 anys, un 7,2% entre 18 i 24, un 30,7% entre 25 i 44, un 18,8% de 45 a 60 i un 17,5% 65 anys o més.
L'edat mediana era de 38 anys. Per cada 100 dones de 18 o més anys hi havia 92,2 homes.
La renda mediana per habitatge era de 29.205 $ i la renda mediana per família de 31.607 $. Els homes tenien una renda mediana de 27.014 $ mentre que les dones 20.313 $. La renda per capita de la població era de 13.078 $. Entorn del 15,2% de les famílies i el 19% de la població estaven per davall del llindar de pobresa.

## Poblacions més properes
El següent diagrama mostra les poblacions més properes.